# NGC 3573
NGC 3573 (другие обозначения — ESO 377-22, MCG −6-25-11, AM 1108—363, IRAS11089-3636, PGC 34005) — галактика в созвездии Центавр.
Этот объект входит в число перечисленных в оригинальной редакции «Нового общего каталога».
При наблюдениях на телескопе Планк у галактики был выявлен аномально большой диаметр на длине волны 350 мкм. Это говорит о наличии аномально большого количества холодных пыли и газа.
Галактический диск NGC 3573 наблюдается с ребра. Чаще всего в таких галактиках заметен балдж в виде сферической выпуклости, но эта одна из немногих галактик, в которой хорошо различима выпуклость в виде вытянутого прямоугольника.
Галактика NGC 3573 входит в состав группы галактик NGC 3557. Помимо NGC 3573 в группу также входят ещё 11 галактик.